# Dieter Jarosch
Dieter Jarosch (* 14. September 1980 in Freiburg im Breisgau) ist ein ehemaliger deutscher Fußballspieler und jetziger Fußballtrainer.

## Karriere
In der Jugend spielte Jarosch für Eintracht Freiburg und den SC Freiburg. Ab 2007 spielte er beim 1. FC Heidenheim, mit dem er 2009 Meister der Regionalliga Süd wurde und in die 3. Liga aufstieg. Sein Profidebüt gab er am 25. Juli 2009, als er beim 2:2-Unentschieden gegen den Wuppertaler SV am ersten Spieltag der Saison 2009/10 in der Startaufstellung war. Nach fünf erfolgreichen Jahren wurde Jarosch im Januar 2012 aus dem Profikader des 1. FC Heidenheim aussortiert und spielte fortan für die zweite Mannschaft des FCH. Mit der Heidenheimer Reserve schaffte er 2013 den Aufstieg in die Oberliga Baden-Württemberg, daran war er mit 18 Saisontoren beteiligt.
Nach dem Ende seiner aktiven Karriere soll Jarosch im Management oder Jugendbereich einen Job antreten.
Seit 2018 ist er Co-Trainer von Frank Schmidt und hat seinen Vertrag bis 2027 verlängert.